# Brachypremna brevigenua
Brachypremna brevigenua är en tvåvingeart som beskrevs av Alexander 1945. Brachypremna brevigenua ingår i släktet Brachypremna och familjen storharkrankar. Inga underarter finns listade i Catalogue of Life.